# Antonina Rokicka-Niedbalska

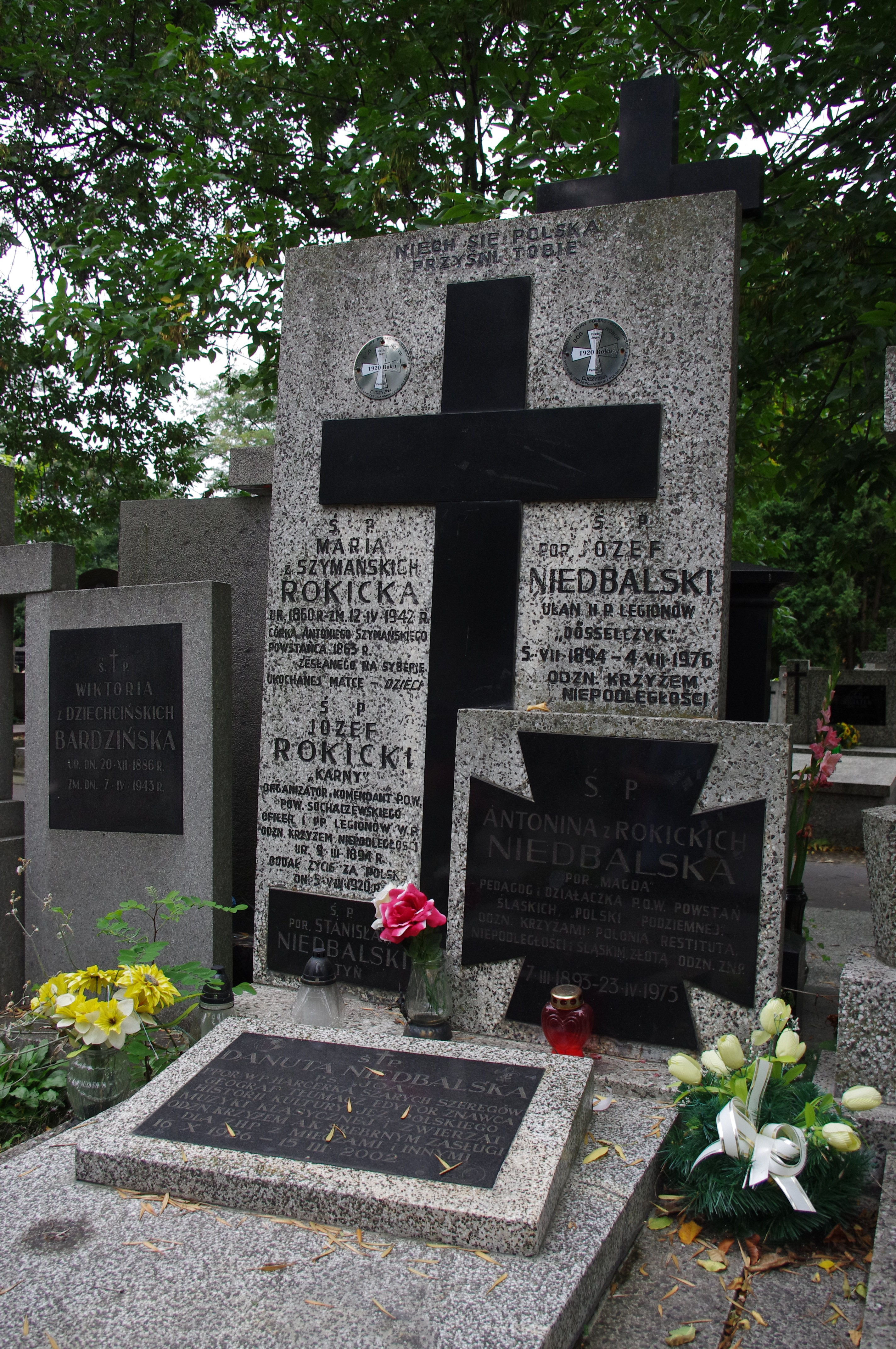
Grób na cmentarzu Bródnowskim w Warszawie: mogiła Józefa Rokickiego – organizatora i komendanta POW w powiecie sochaczewskim, pedagożki Antoniny Rokickiej-Niedbalskiej i Danuty Niedbalskiej – geografki i tłumaczki

Antonina Rokicka-Niedbalska (ur. 7 marca 1893 w Warszawie, zm. 23 kwietnia 1975 tamże) – pedagożka specjalna, działaczka niepodległościowa.

## Życiorys
Była córką Andrzeja i Marii z Szymańskich małżonków Rokickich. Miała czworo rodzeństwa. Ojciec był zubożałym szlachcicem i działaczem niepodległościowym związanym z Polską Partią Socjalistyczną.
W 1912 ukończyła Seminarium Nauczycielskie w Warszawie. Pracowała w majątku Aurelii i Ludwika Duczymińskich w Szumsku. Prowadziła szkołę w fowarku, a potajemnie nauczała historii i geografii. W 1914, po rozpoczęciu I wojny światowej, wróciła do Warszawy. Zaczęła studia w Instytucie Pedagogicznym przy Wolnej Wszechnicy Polskiej, a 1916 pracę w szkole na Pelcowiźnie. Dla kobiet pracujących na Powiślu prowadziła pogadanki o historii.
W czasie wojny wstąpiła do Związku Nauczycielskiego i Tajnej Organizacji Nauczycieli Niepodległościowców w Warszawie. Potem związała się z Polską Organizacją Wojskową, działała jako łączniczka, przenosiła broń i nielegalną prasę. W mieszkaniu jej matki przy ul. Zielnej 42 urządzono Komendę Główną POW.
W 1920 zgłosiła się do Ekspozytury Plebiscytowej Górnego Śląska, by wesprzeć działania plebiscytowe. Gdy Ministerstwo Oświaty udzieliło jej urlopu, przyjechała do Bytomia. W powiatach bytomskim, gliwickim i strzeleckim prowadziła działalność propagandową i oświatową. W sierpniu 1920 zaczęłą organizować żeńskie oddziały służby sanitarnej, kurierskiej i wywiadowczej. Walczyła podczas II i III powstania śląskiego. Podczas III powstania została przydzielona do 1 baonu Feliksa Konopki. Potem razem ze sztabem przeniosła się do Łabęd i Bielszowic. Została oddelegowana na linię frontu nad Kłodnicę, gdzie walczył 2 Pułk Powstańczy im. Tadeusza Kościuszki. Tam pomagała lekarce batalionu Wandzie Baranieckiej. Z inicjatywy Rokickiej otworzono herbaciarnie dla powstańców. Uczestniczyła w ewakuacji rannych pociągiem z linii frontu.
Spisała wspomnienia z okresu pracy niepodległościowej. Zostały umieszczone w Księdze pamiątkowej pracy społeczno-narodowej kobiet na Śląsku od r. 1880 – r. 1922, przygotowanej pod kierownictwem Olgi Zarzyckiej-Ręgorowicz na Powszechną Wystawę Krajową w Poznaniu. W 2019 relacja została wydana przez Muzeum Górnośląskie w Bytomiu w edycji źródłowej pt. Zanim nastała Polska... Praca społeczna kobiet w okresie powstań i plebiscytu na Górnym Śląsku. Wybór relacji.
Po powstaniach zamieszkała w Warszawie. W 1925 wyszła za mąż za Józefa Niedbalskiego, oficera z 2 Pułku Szwoleżerów. Mieli dwie córki: Danutę Marię i Ludmiłę.
Wróciła do pracy jako nauczycielka. Uczyła języka polskiego i historii m.in. w szkole przy ul. Chłodnej. Studiowała na Wydziale Historii Wszechnicy Polskiej. W 1938 obroniła pracę magisterską na temat udziału kobiet w powstaniach śląskich.
Po wybuchu II wojny światowej jako współpracowniczka Ministerstwa Spraw Wojskowych została ewakuowana do Tarnopola. W październiku 1939 wróciła do Warszawy. Włączyła się w struktury Państwa Podziemnego. W jej mieszkaniu przy ul. Zielnej 42 powstał punkt konspiracyjny. Jako nauczycielka tajnych kompletów wykładała język polski, historię i geografię. Podczas konspiracji używała pseudonimu „Maria”. Po upadku powstania warszawskiego, w którym walczyła córka Danuta, trafiła wraz z rodziną do obozu przejściowego przy zakładach Ursus, a potem transportem kolejowym do Mszany Dolnej. Zamieszkała z córkami we wsi Niedźwiedź. Tam pracowała w szkole. Mąż był w tym czasie internowany w Oflagu VI E Dorsten i Oflagu VI B Dössel. W 1971, w 50. rocznicę wybuchu III powstania śląskiego, Niedbalska została awansowana na podporucznika.
We wrześniu 1945 rodzina wróciła do Warszawy. Antonina pracowała w szkole jako katechetka. Potem poświęciła się pracy nad niewidomymi, niedowidzącymi oraz tworzeniem dla nich pomocy naukowych. Pozostawiła po sobie liczne publikacje w czasopismach tyflologicznych.

## Odznaczenia
- Śląska Wstęga Waleczności i Zasługi I klasy za działalność frontową w III powstaniu śląskim
- Krzyż POW
- Śląski Krzyż Powstańczy
- Krzyż Kawalerski Orderu Odrodzenia Polski[1]
- Krzyż Niepodległości[7]
- Gwiazda Górnośląska
- Złota Odznaka ZNP (za zasługi w nauczaniu niewidomych)

## Upamiętnienie
Jest jedną z 30 bohaterek wystawy przygotowanej przez Małgorzatę Tkacz-Janik z grafikami Marty Frej pt. „60 na 100. SĄSIADKI. Głosem Kobiet o powstaniach śląskich i plebiscycie” poświęconej roli kobiet w śląskich zrywach powstańczych i akcji plebiscytowej (2019).